# Telegrafenberg
Le Telegrafenberg est une colline de Potsdam s'élevant à 94 m d'altitude.  
Située dans le sud-ouest de Potsdam, elle fait partie du Saarmunder Endmoränenbogen. Plusieurs observatoires y ont été construits dès le XIXe siècle. 
De nos jours, elle abrite le parc scientifique Albert-Einstein et d'autres instituts de recherche. Selon Hans Joachim Schellnhuber, ancien directeur de l'Institut de Potsdam pour la recherche sur l'impact climatique qui y est basé, il s'agit du « plus beau campus scientifique du continent ». 

## Histoire
Le Telegrafenberg, s'est auparavant appelé Hinterer Brauhausberg. Il doit son nom en 1832 à la station de télégraphe optique qui y est construite à l'époque (un mât de 6 m de haut qui transmettait des combinaisons de caractères à l'aide de paires d'ailes) de Frédéric-Guillaume III. Cette année-là, la ligne télégraphique d'État prussienne est établie entre Berlin et Coblence afin de pouvoir échanger des messages le plus rapidement possible entre la province de Rhénanie et la prusse centrale. Le quatrième mât des 62 stations du parcours de près de 550 km se trouvait sur le Telegrafenberg. En 1849, la ligne est interrompue à la suite de l'introduction de la télégraphie électrique.

## Espace scientifique
De nombreux instituts et installations scientifiques sont fondés sur la colline dont le parc scientifique Albert-Einstein, nommé en hommage à Albert Einstein qui y a mené des recherches dans les années 1920. Entre autres, il y a aussi l'Institut de Potsdam pour la recherche sur l'impact climatique, l'Institut Alfred Wegener (Centre Helmholtz pour la recherche polaire et marine) et le Helmholtz-Zentrum Potsdam – Deutsches GeoForschungsZentrum.

### Film documentaire
- Der Potsdamer Telegrafenberg. Eine Wissenschaftsgeschichte, Allemagne, 2013, 43:30 Min., écrit et réalisé par Felix Krüger ; production : RBB ; première diffusion : 2 décembre 2013.